# Planocigoto
Un planocigoto es un cigoto resultante de la unión de dos gametos flagelados a través de un tubo de conjugación. El cigoto continúa conservando los dos flagelos y es por tanto móvil. Se presentan, por ejemplo, en los dinoflagelados, en donde el planocigoto puede evolucionar a hipnocigoto.